# Liste der diplomatischen Vertretungen in Tonga

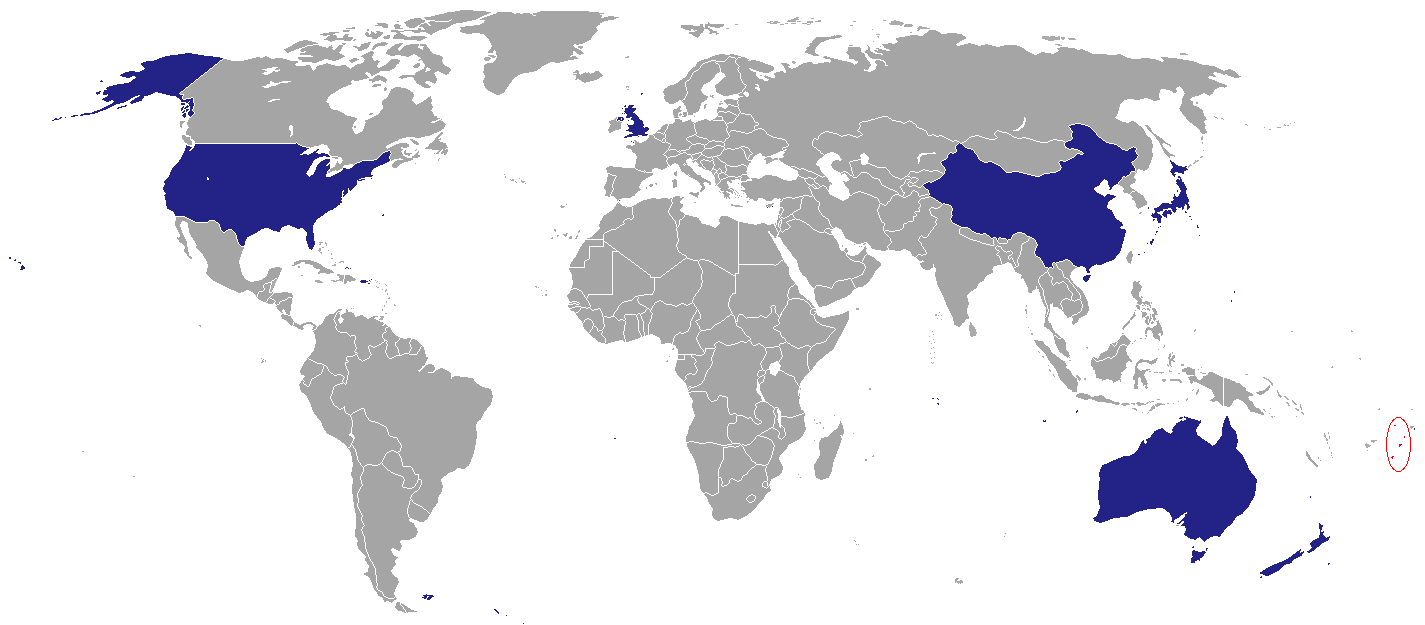
Staaten mit einer Botschaft in Tonga

Die Liste der diplomatischen Vertretungen in Tonga führt Botschaften und Konsulate auf, die im ozeanischen Staat Tonga eingerichtet sind (Stand 2019).

## Botschaften in Nukuʻalofa
5 Botschaften sind in der tongaischen Hauptstadt Nukuʻalofa eingerichtet (Stand 2019).

### Staaten
| - Australien: Hohe Kommission - Japan: Botschaft - Neuseeland: Hohe Kommission - Vereinigtes Königreich: Hohe Kommission - Volksrepublik China: Botschaft - Vereinigte Staaten: Botschaft |